# Lilija Podkopajewa
Lilija Ołeksandriwna Podkopajewa (ukr. Лілія Олександрівна Подкопаєва, ur. 15 sierpnia 1978) – ukraińska gimnastyczka. Trzykrotna medalistka olimpijska z Atlanty.
Zawody w 1996 były jej jedynymi igrzyskami olimpijskimi. Triumfowała w wieloboju i ćwiczeniach wolnych. Zajęła drugie miejsce w ćwiczeniach na równoważni. Wielokrotnie stawała na podium mistrzostw świata. W 1995 zwyciężyła w wieloboju i w skoku, była druga na poręczach i na równoważni. Srebro wywalczyła również w 1994 (równoważnia). Była medalistką mistrzostw Europy (m.in. złoto w 1996 w wieloboju).
Wiosną 2007 roku wzięła udział w drugiej edycji programu Tanci z zirkamy, będącego ukraińską wersją formatu Dancing with the Stars. Jej partnerem tanecznym był Serhij Kostećkij, z którym wygrała finał. Jesienią tego samego roku wystąpiła w trzecim, specjalnym sezonie programu Tanci z zirkamy – Liga mistrzów, w której brali udział uczestnicy poprzednich edycji show. Jej partnerem był Kyryło Chitrow. W 2008 roku w parze z Kostećkijem reprezentowała Ukrainę w 2. Konkursie Tańca Eurowizji. Para zajęła trzecie miejsce w finale.

## Nagrody i odznaczenia
- Order „Za zasługi” (2002)[2]
- Order Księżnej Olgi (2009)[3]
- Order Świętego Stanisława

W 2008 została uhonorowana miejscem w Hall of Fame Gimnastyki.